# Museo del Erotismo de San Petersburgo
El Museo del Erotismo de San Petersburgo fue el primer museo de arte erótico en Rusia, inaugurado en 2004 en una clínica de urología de San Petersburgo.
La colección del museo constaba de más de 12 000 piezas relacionadas con el erotismo, aunque solo se exponía una parte, como la colección de falos de cerámica y de imágenes libertinas, algunas de las cuales datan del siglo XIX. El objeto expuesto que más acaparaba la atención es el pene de Grigori Rasputín, adquirido por el dueño del museo, el urólogo Igor Kniazkin, a un anticuario francés por 8,000 dólares.